# Tomasz Dykas
Tomasz Dykas (ur. 25 września 1850 w Gumniskach, zm. 19 kwietnia 1910 we Lwowie) – polski rzeźbiarz.

## Życiorys
Urodził się w rodzinie chłopskiej w dobrach Sanguszków w Gumniskach koło Tarnowa. Wysłany przez nich do szkół ukończył szkołę realną, a w latach 1875–1878 kształcił się w Akademii Sztuk Pięknych w Krakowie, potem w wiedeńskiej Akademii Sztuk Pięknych pod opieką Kacpra von Zumbuscha. Osiadł we Lwowie. Pierwsze nauki pobierał u Edmunda Jaskólskiego (autor pomnika Józefa Torosiewicza na Łyczakowie).
Wiele podróżował, wystawiał swe prace w Krakowie, gdzie w latach 1881 i 1895 otrzymał nagrody za projekt pomnika Mickiewicza. We Lwowie wykonał wiele portretów, grobowców, 4 figury marmurowe i płaskorzeźbę „Niesienie krzyża” dla katedry rzymskokatolickiej, oraz rzeźby dla katedry ormiańskiej. Według jego projektu zostały zrealizowane pomniki Mickiewicza dla Przemyśla, Tarnopola i Złoczowa.
Pochowany na Cmentarzu Łyczakowskim we Lwowie.

## Źródła
- Wielka Ilustrowana Encyklopedia Powszechna „Gutenberga”, Kraków 1924-1932.